# Villiers-aux-Chênes
Villiers-aux-Chênes est une ancienne commune française du département de la Haute-Marne, en région Grand Est. En 1972, Villiers-aux-Chênes fusionne avec Doulevant-le-Château pour former la nouvelle commune de Blaiserives.

## Politique et administration
| Période                                  | Période | Identité               | Étiquette | Qualité |
| ---------------------------------------- | ------- | ---------------------- | --------- | ------- |
|                                          |         | Jean-Michel CHALICARNE |           |         |
| Les données manquantes sont à compléter. |         |                        |           |         |

## Démographie
| 1793 | 1800 | 1806 | 1821 | 1831 | 1836 | 1841 | 1846 |
| ---- | ---- | ---- | ---- | ---- | ---- | ---- | ---- |
| 173  | 180  | 193  | 167  | 194  | 200  | 206  | 191  |

| 1851 | 1856 | 1861 | 1866 | 1872 | 1876 | 1881 | 1886 |
| ---- | ---- | ---- | ---- | ---- | ---- | ---- | ---- |
| 175  | 160  | 166  | 167  | 170  | 158  | 153  | 148  |

| 1891 | 1896 | 1901 | 1906 | 1911 | 1921 | 1926 | 1931 |
| ---- | ---- | ---- | ---- | ---- | ---- | ---- | ---- |
| 125  | 117  | 106  | 116  | 100  | 80   | 105  | 92   |

| 1936 | 1946 | 1954 | 1962 | 1968 | - | - | - |
| ---- | ---- | ---- | ---- | ---- | - | - | - |
| 88   | 84   | 83   | 81   | 79   | - | - | - |

## Lieux et monuments

### Église Saint-Nicolas
La nef à vaisseau unique date du xve siècle. Le chœur et le transept voutés d'ogives sont reconstruits au xvie siècle en style flamboyant. Une tour surmontée d'un toit à quatre pans s'élève au-dessus de la croisée du transept.

L’église.
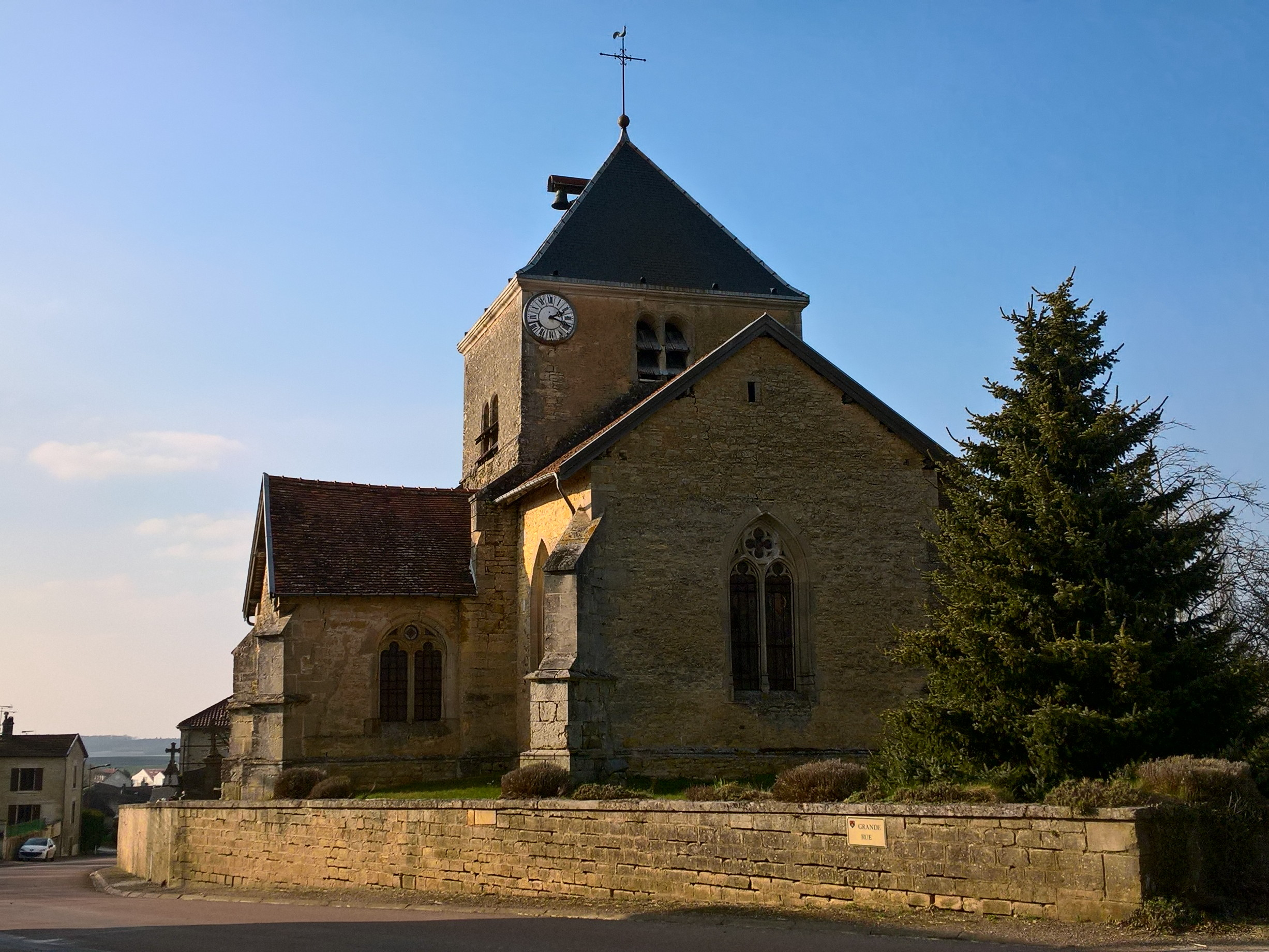
Côté chœur.
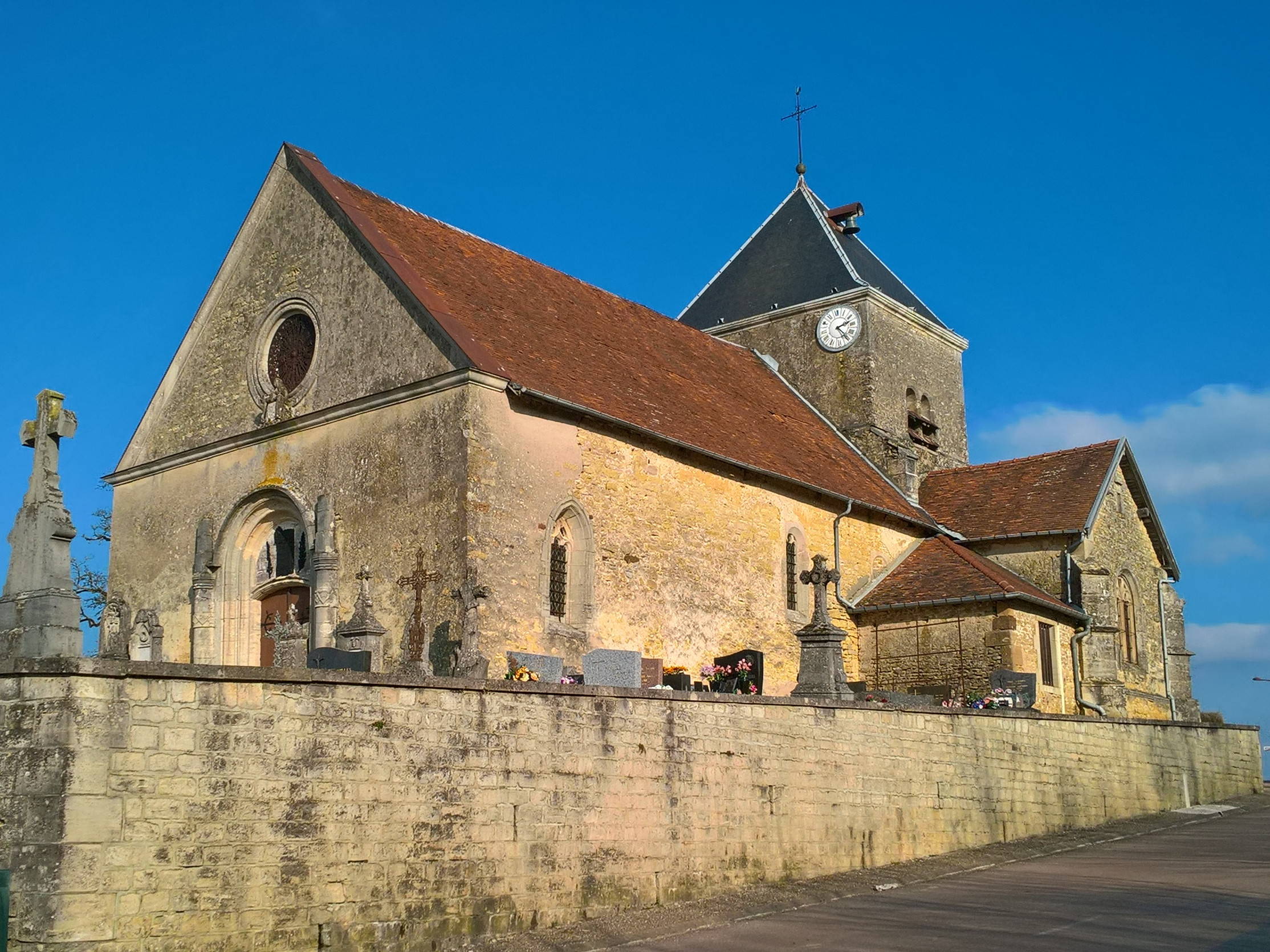
Côté nef.